# Juan de Cartagena

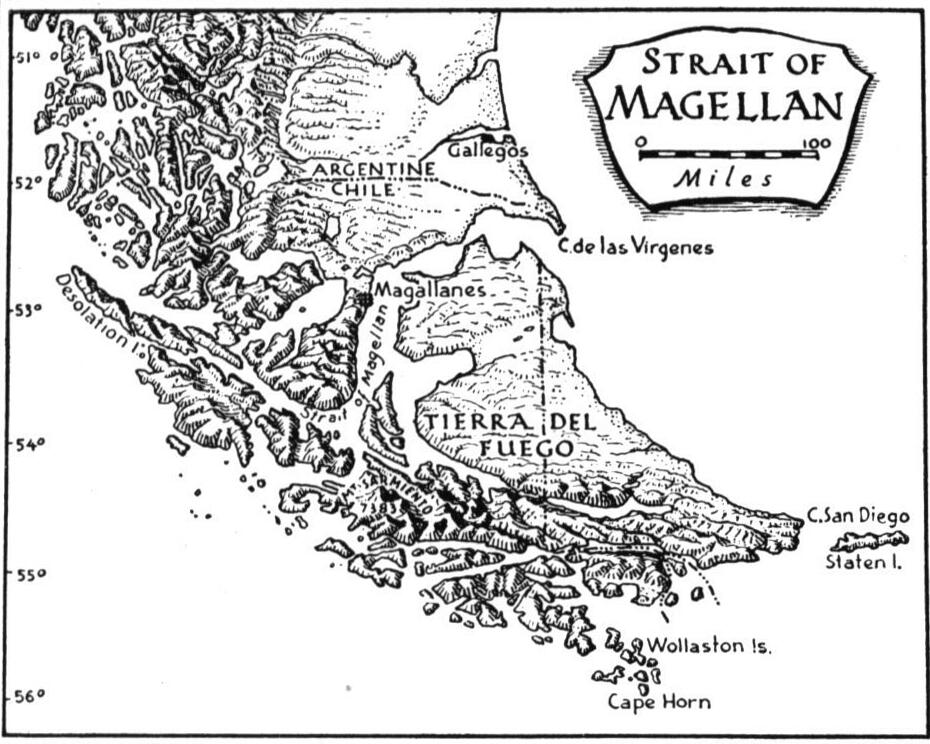
Karta över området där Cartagena strandsattes

Juan de Cartagena, född cirka 1480-talet, död cirka 1520 i Argentina, var en spansk sjöfarare och upptäcktsresande. Cartagena deltog vid den första världsomseglingen 1519–1521 under Ferdinand Magellan men strandsattes efter ett myteri 1520.

## Biografi
Endast lite finns dokumenterat om Cartagenas tidiga liv, han föddes i Kastilien och var möjligen släkt med biskopen i Burgos Juan Rodríguez de Fonseca, en inflytelserik person vid handelsinstitutionen Casa de la Contratación de Indias. Den 30 mars 1519 utnämndes han direkt av kung Karl I av Spanien dels till förrådschef för hela expeditionen och fartygskapten, den sammanlagda lönen uppgick 110 000 maravedis. Några dagar före avresan upphöjdes han till vice befälhavare.

### Världsomseglingen
Den 10 augusti 1519 lämnade en expedition om 5 fartyg hamnen i Sevilla med Cartagena som befäl över fartyget San Antonio.Den 26 september nådde konvojen Teneriffa, under resan över Atlanten dömdes Cartagena för ordervägran och fängslades på Luis de Mendozas fartyg Victoria. Befälet över San Antonio gick till Antonio de Coca. Den 31 mars 1520 anlände fartygen till Puerto San Julián (i Santa Cruzprovinsen) där man skulle övervintra. Natten mellan den 1 till 2 april utbröt ett myteri ledd av Victorias kapten Mendoza, Concepcións kapten Gaspar de Quesada och Cartagena. Under myteriet dödades bland andra kapten Mendoza och i efterspelet avrättades kapten Quesada den 7 april.
Juan de Cartagenas liv skonades (möjligen på grund av de prominenta släktskaper eller hans direktutnämning av kungen), men sattes tillsammans med prästen Pero Sánchez de la Reina på en öde ö den 11 augusti (Jul. kal., 24 augusti Grg. kal.). Därefter finns inga säkra uppgifter om Cartagenas öde, han dog troligen inom kort i området.